# L'Affaire Jennifer Jones
L'Affaire Jennifer Jones (titre original : Looking for JJ) est un roman policier de littérature d'enfance et de jeunesse (destiné à un public d'adolescents) de l'écrivain britannique Anne Cassidy, publié en 2004.

## Résumé
Au moment du meurtre, tous les journaux en ont parlé pendant des mois. Des dizaines d'articles ont analysé l'affaire sous tous les angles et les événements de ce jour terrible à Berwick Waters : le contexte, les familles des enfants, les rapports scolaires, les réactions des habitants. La question demeure entière : comment une petite fille de dix ans pouvait-elle tuer un autre enfant ?
Alice Tully, 17 ans, va s'inscrire en première année d'Histoire à la rentrée. Elle a un petit ami nommé Frankie, travaille dans un bistrot et, en apparences, à l'air d'une jeune fille comme les autres. Mais ce n'est pas le cas. Quand elle avait 10 ans, elle a tué son amie Michelle. Elle a même du changer son identité. Elle n'avait pas l'intention de tuer Michelle - elle l'a frappée à la tête avec une batte, mais elle ne se sent pas responsable de la mort. C'était un simple accident. Aujourd'hui, elle voudrait en parler à Frankie et à ses amis, mais elle hésite.

## Récompenses
- Le prix du meilleur livre pour adolescent en Angleterre en 2004[2]

Sélectionné pour le Carnegie Medal et le Whitbread Children's Book Awards, les deux prix les plus prestigieux en Angleterre.